# 高等小学校

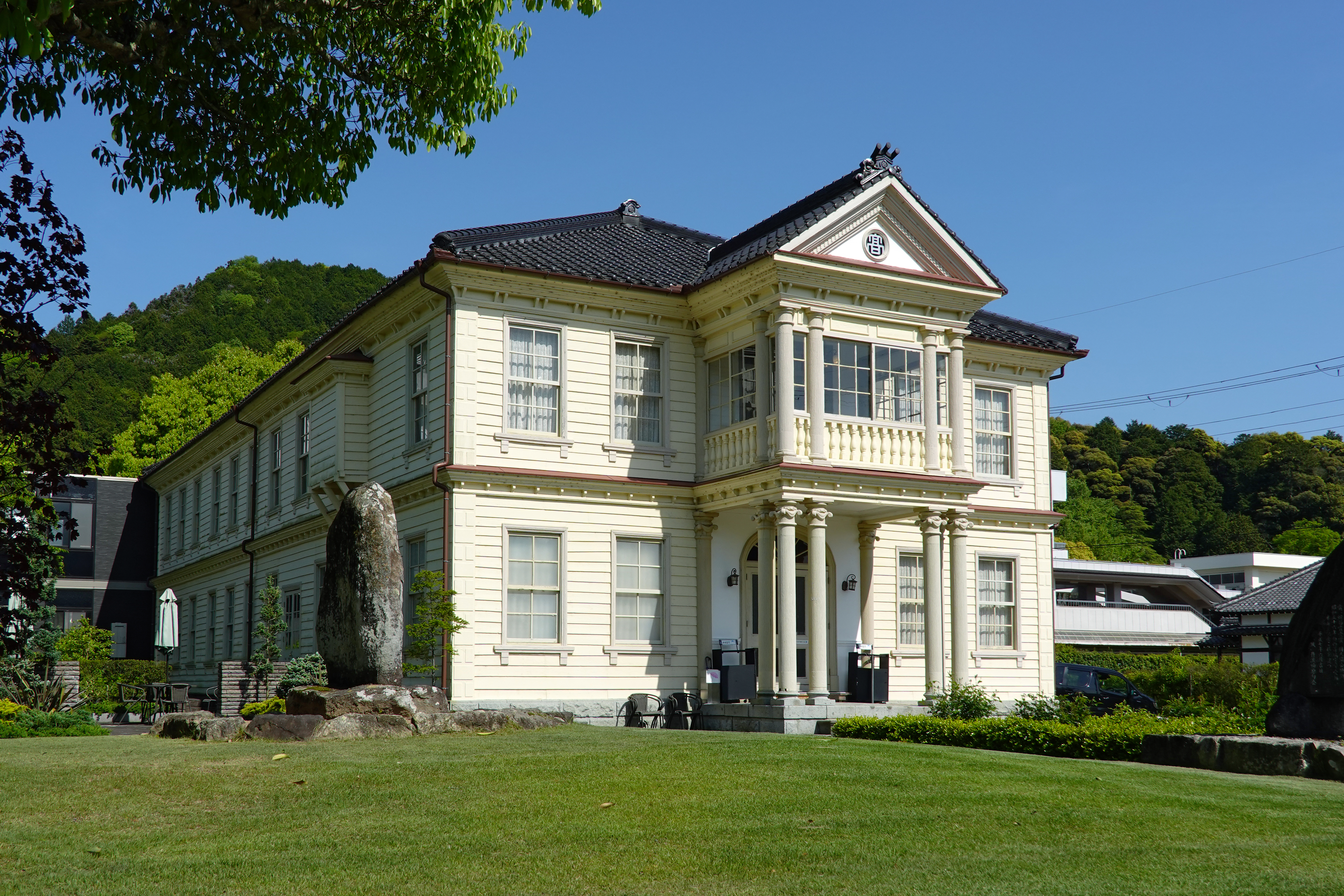
旧氷上郡各町村組合立高等小学校

高等小学校（こうとうしょうがっこう、旧字体：高等小學校󠄁、英語: higher elementary school）は、明治維新から第二次世界大戦勃発前の時代に存在した、後期初等教育・前期中等教育機関の名称。略称は高等科（こうとうか）や高小（こうしょう）。現在の中学校第1学年・第2学年に相当する。

## 歴史
- 1886年（明治19年）4月9日 - 小学校令（第1次）の公布により尋常小学校（修業年限4年）と高等小学校（修業年限4年）が設置された。
  - 尋常小学校4年間が義務教育期間とされ、尋常小学校修了後の高等小学校4年間は義務教育期間ではなかった。
  - 高等小学校の就学学齢は10歳（入学時）から14歳（修了時点）まで。
  - 高等小学校1学級あたりの生徒数が60名以下と規定された。
  - 経費は主に生徒の授業料と寄付金から捻出し、もし不足の場合は区町村会の議決によって区町村費から補足することとなった。
- 1890年（明治23年）10月7日 - 小学校令（第2次）の公布により、高等小学校の修業年限が2年、3年、または4年となる。
- 1900年（明治33年）8月20日 - 小学校令（第3次）の公布により、高等小学校の修業年限が2年または4年となる。
  - この当時義務教育期間を4年から6年に延長とする計画があったが、時期尚早として実施は見送られた。しかし将来延長するために、尋常小学校に高等小学校（修業年限2年）を併置し、尋常高等小学校とすることが奨励され、その普及が図られた。
  - この時、義務教育期間の尋常小学校では原則授業料の免除、無償化が規定されていたが、高等小学校は依然として授業料を徴収していた[1]。
- 1907年（明治40年）3月21日 - 小学校令の一部改正により、澤柳政太郎文部次官のもとで義務教育期間（=尋常小学校の修業年限）が4年から6年に延長される。
  - 全国的に尋常高等小学校（尋常小学校4年+高等小学校2年=計6年）が普及したため。
  - 高等小学校旧1・2年が尋常小学校の新5・6年となった。
  - 高等小学校の修業年限は2年（高等小学校旧3・4年が高等小学校新1・2年）となる。
- 1941年（昭和16年）4月1日 - 国民学校令の施行により、高等小学校は国民学校高等科となり、高等小学校は消滅。
- 1944年（昭和19年）2月16日 - 戦時非常措置により、同年4月より予定の国民学校高等科義務化を前提とした6年から8年への義務教育年限延長が延期された[2]。
- 1947年（昭和22年）4月1日 - 学制改革（六・三制の実施）により延期された義務教育年限延長を実施するとともに、国民学校高等科を新制中学校に改組。高等科1年修了者は新制中学2年生となり、高等科2年修了者のうち希望者が新制中学3年生となった。

| 入学時（修了時）の年齢 | 1900年（明治33年） 小学校令（第3次） | 1907年（明治40年） 小学校令一部改正 | 1941年（昭和16年） 国民学校令 | 1947年（昭和22年） 学制改革（現行） | 2016年（平成28年） 1947年学制と並立（現行） |
| ---------------------- | ------------------------------------ | ----------------------------------- | ----------------------------- | ----------------------------------- | ------------------------------------------- |
| 6歳（7歳）             | 尋常小学校1年                        | 尋常小学校1年                       | 国民学校初等科1年             | 小学校1年                           | 義務教育学校1年                             |
| 7歳（8歳）             | 尋常小学校2年                        | 尋常小学校2年                       | 国民学校初等科2年             | 小学校2年                           | 義務教育学校2年                             |
| 8歳（9歳）             | 尋常小学校3年                        | 尋常小学校3年                       | 国民学校初等科3年             | 小学校3年                           | 義務教育学校3年                             |
| 9歳（10歳）            | 尋常小学校4年                        | 尋常小学校4年                       | 国民学校初等科4年             | 小学校4年                           | 義務教育学校4年                             |
| 10歳（11歳）           | 高等小学校1年                        | 尋常小学校5年                       | 国民学校初等科5年             | 小学校5年                           | 義務教育学校5年                             |
| 11歳（12歳）           | 高等小学校2年                        | 尋常小学校6年                       | 国民学校初等科6年             | 小学校6年                           | 義務教育学校6年                             |
| 12歳（13歳）           | 高等小学校3年                        | 高等小学校1年                       | 国民学校高等科1年             | 中学校1年                           | 義務教育学校7年                             |
| 13歳（14歳）           | 高等小学校4年                        | 高等小学校2年                       | 国民学校高等科2年             | 中学校2年                           | 義務教育学校8年                             |
| 14歳（15歳）           |                                      |                                     | 国民学校特修科                | 中学校3年                           | 義務教育学校9年                             |

## 授業内容
尋常小学校の科目に、手工・実業、（女子のみ）家事が加わる。
高等小学校はあくまでも初等教育であったために、同年齢の旧制中等教育学校生徒が英語や漢文を学んでいるとき、高等小学校にそれらはなく、数学ではない算術（算数）を学んでいた。ただ英語などは学校によっては教えていた。

## 進学実態
1936年（昭和11年）の統計では尋常小学校卒業者の66%が進学した。また、旧制中等教育学校（旧制中学校、高等女学校）の受験に失敗した浪人生も進学していて、受験予備校の役割もあった。
卒業者の半分以上は就職や家業を継ぐなどしたが、旧制中等教育学校や師範学校への進学もあった。特に師範学校については、学費が無料であり多くが全寮制であったため、成績優秀であるが経済的な事情から旧制中学校進学を断念した生徒が多く進学した。
水木しげるは成績不振で旧制中学校に進学できなかったが、学歴を気にする母親により高等小学校に進学させられたものの、卒業後も旧制中学校には進めず就職している。